# Santos Michelena
Santos Michelena (1 de novembro de 1797 - 12 de março de 1848), foi um político e diplomata venezuelano, seguidor da doutrina de José Antonio Páez, foi secretário de Estado da Fazenda e Relações Exteriores durante a primeira presidência de Páez e vice-presidente durante a segunda. bem como presidente provisório.
Como diplomata, uma de suas ações mais importantes foi ser o representante da Venezuela no tratado de fronteira (também de aliança e comércio) entre a Venezuela e a Colômbia, conhecido como Tratado Michelena-Pombo, assinado em 1833. Santos Michelena estava muito preocupado com a educação comercial na Venezuela.

## Biografia

### Primeiros anos e início no governo
Seus pais eram os espanhóis Santiago José Michelena e María Teresa Rojas Queipa y Natera. Aos dezesseis anos, ele se juntou à causa da emancipação como soldado, mas ferido em combate, retirou-se para Valência para se recuperar dos ferimentos sofridos. Feito prisioneiro, foi transferido para Coro, onde, considerando sua idade, foi libertado com a condição de deixar o país. Entre 1813 e 1819 viveu na Filadélfia (Estados Unidos), época que aproveitou para completar sua formação em direito, economia e comércio. Mais tarde, mudou-se para Havana, onde ingressou em uma casa comercial como funcionário. Em 1821 retornou à Venezuela e se estabeleceu em La Guaira, cidade onde ocupou o cargo de procurador síndico, serviço ao qual se dedicou em 1824, quando foi eleito representante da província de Caracas perante o Congresso da Grande Colômbia. Residente em Bogotá até 1826, quando cessaram suas responsabilidades parlamentares, concorreu e conquistou o cargo de cônsul e agente fiscal da Grã-Colômbia em Londres.
Em 1828, ele retornou a Caracas e mais tarde foi nomeado alto funcionário das Finanças e Relações Exteriores. Em maio de 1830 foi selecionado para integrar o primeiro gabinete ministerial de José Antonio Páez como Secretário de Estado das Finanças e Relações Exteriores, encarregado da organização do Novo Tesouro Público Nacional em um país devastado pela guerra de independência. Em 10 de abril de 1834, o Congresso da República aprovou a Lei da Liberdade de Contratos de sete artigos, que consagrava "o direito dos indivíduos de acordarem livremente entre si o leilão dos bens do devedor", como forma de pagamento das dívidas. Isso excluía o Estado de qualquer interferência na atividade comercial e impedia a proteção do interesse público em casos de excesso por parte dos credores.

### Tratado Michelena-Pombo
Em 6 de maio de 1833, o Presidente Páez nomeou-o enviado especial e ministro plenipotenciário junto aos governos de Nova Granada e do Equador para proceder à solução definitiva das questões correspondentes ao pagamento da dívida pública externa dos Estados que constituíam a Grande Colômbia. Nessa mesma posição, negociou com Nova Granada a conclusão de um Tratado de Amizade, Aliança, Comércio, Navegação e Limites.
Em 23 de dezembro de 1834, chegou-se a um acordo entre os países membros da Grande Colômbia (Colômbia, Equador e Venezuela), pelo qual os compromissos pendentes da dívida foram distribuídos em valores proporcionais à população estimada de cada uma das nações envolvidas. Em relação às negociações com Nova Granada, elas foram discutidas em 14 de dezembro de 1833 entre Michelena e Lino de Pombo, encontrando uma fórmula de equilíbrio através do que foi chamado de Tratado Michelena-Pombo, cujos termos deveriam ser propostos aos respectivos governos para ratificação. Depois de submetido à apreciação do Poder Legislativo venezuelano, em 10 de fevereiro de 1834, o tratado foi enviado com observações do Senado à Câmara dos Deputados e esta, em resolução datada de 7 de abril de 1835, pronunciou-se contra a maior parte de seu conteúdo.

### Carreira posterior
De volta à Venezuela, Michelena foi novamente nomeada Secretária de Estado nos escritórios de Finanças e Relações Exteriores. Ele estava servindo neste cargo quando ocorreu a Revolução das Reformas e a subsequente derrubada de José María Vargas.
Uma vez derrotada a revolução pelo general Páez, ele prometeu manter José Tadeo Monagas e os demais chefes e oficiais que haviam participado do levante em suas fileiras militares. Quando o assunto foi submetido à discussão do Conselho de Governo e do gabinete, Santos Michelena se opôs ao perdão dos insurgentes, que, no entanto, foi aprovado pela maioria; o que levou à sua demissão da Secretaria de Estado, em 19 de novembro de 1835, retirando-se para a vida privada. No entanto, no início de 1836, ele aceitou ser o ministro plenipotenciário da Venezuela encarregado de ajustar os detalhes do Tratado de Amizade, Comércio e Navegação assinado com esse país nos Estados Unidos. Ao retornar a Caracas, no final do mesmo ano, concordou em ocupar o cargo de segundo prefeito da cidade, ao qual renunciou para se aposentar em uma propriedade agrícola de sua propriedade em Maracay.
Em 1837, o vice-presidente Andrés Narvarte, encarregado do Poder Executivo, chamou-o para servir novamente como Secretário de Estado das Finanças e Relações Exteriores, cargo que aceitou. Em maio do mesmo ano, renunciou à Secretaria de Estado para aceitar a nomeação de enviado especial e ministro plenipotenciário da Venezuela a Nova Granada, missão que cumpriu até o início de 1840, quando retornou ao país para se apresentar como aspirante à vice-presidência da República. Em junho de 1840, foi eleito Conselheiro de Estado, cargo que ocupou paralelamente à vice-presidência da República. Em 1841, foi aprovada a Lei de Espera e Remoção, que estabeleceu o termo facultativo, como primeira tentativa de limitar os termos da Lei de Liberdade de Contratos de 1834. Em 1844 foi nomeado para a Presidência da República, em competição com Diego Bautista Urbaneja e Carlos Soublette, no qual este último foi eleito.

### Presidência provisória (janeiro de 1843)
Em 20 de janeiro de 1843, de acordo com o preceito da Constituição de 1830, terminou o mandato presidencial de José Antonio Páez (01-02-1839/20-01-1843) e o vice-presidente Santos Michelena ficou encarregado do Poder Executivo. Em 26 de janeiro de 1843, o Congresso se reuniu e realizou as eleições para Presidente da República da Venezuela. Carlos Soublette, candidato "hegemonia todo-poderosa de José Antonio Páez", obteve mais de dois terços dos votos dos Conselhos Eleitorais, contra Diego Bautista Urbaneja e Santos Michelena, também candidatos conservadores.

### Anos posteriores e legado
Em 1845, foi novamente nomeado enviado especial e ministro plenipotenciário junto às Cortes da Grã-Bretanha, França e Espanha e encarregado de trocar em Madri as ratificações do Tratado de Reconhecimento, Paz e Amizade entre a Venezuela e a Espanha. Ele renunciou a essa missão antes de começar a cumpri-la, considerando a natureza itinerante do compromisso. Ele foi candidato nas eleições presidenciais venezuelanas de 1846.

Depois disso, dedicou-se novamente aos seus interesses privados até 1848, quando foi eleito representante da província de Caracas perante o Congresso Nacional. Ele recebeu uma facada no ataque perpetrado contra este órgão em 24 de janeiro de 1848. Ele morreu em 12 de março como resultado dos ferimentos que sofreu.